# Wilsberg: Wilsberg und der Tote im Beichtstuhl
Wilsberg und der Tote im Beichtstuhl ist die siebte Folge der Fernsehfilmreihe Wilsberg. Der Film basiert auf der Wilsberg-Figur von Jürgen Kehrer. Die Erstausstrahlung erfolgte am 23. November 2002 im ZDF. Regie führte Manuel Siebenmann, das Drehbuch wurde von Ulli Stephan geschrieben.

## Handlung
Privatdetektiv Georg Wilsberg hätte beinahe die Einladung bei seiner Freundin Anna Springer vergessen. Als er dann etwas verspätet bei ihr erscheint, schickt sie ihn kurzerhand wieder weg, weil sie umdisponieren musste und ihre alte Freundin Johanna Eckelt überraschend zu Besuch gekommen war. Johanna war auf der Suche nach ihrer fünfzehnjährigen Tochter Kathi, die ausgerissen war und sich bei ihrem Großvater in Münster eingefunden hatte.
Johannas Bruder Karl sucht derweil Pfarrer Hollein auf, weil er beichten möchte, doch der Geistliche vertröstet ihn, da es schon recht spät ist. Am nächsten Tag wird der Pfarrer tot im Beichtstuhl gefunden, ausgerechnet als Wilsbergs Freund Manni, da er aktives Mitglied im Kirchenchor ist, ein Solostück vortragen wollte. Da Wilsberg unter den Zuhörern war, interessiert er sich sofort für den Fall. Hollein ist dem Augenschein nach auf einer Treppe zu Tode gestürzt und wurde dann in den Beichtstuhl gelegt. Von Manni Höch erfährt die Kommissarin, dass der Pfarrer irgendetwas anzeigen wollte und dass er Karl Eckelt noch spät abends getroffen hatte.
Überraschend bittet Kommissarin Springer Wilsberg bei der Suche nach Johannas Tochter um Hilfe, denn sie ist schon wieder ausgerissen. Das Mädchen will unbedingt wissen, wer ihr Vater ist, aber Johanna schweigt darüber, weshalb sie sich laufend streiten und Kathi sich nicht ernst genommen fühlt. Wilsberg findet Kathi in einem „Drogenlokal“ und kann sie dort befreien. Er interessiert sich auch in den nächsten Tagen für sie und ihre Mutter, da er sich ein wenig in Johanna verliebt hat und in der Familie Eckelt ein großes Geheimnis vermutet. Er versucht mit Vater Eckelt zu sprechen, der in Münster eine kleine Gärtnerei betreibt. Doch auch er hüllt sich in Schweigen und meint nur, dass man die Vergangenheit nicht ändern könne. Sein geistig zurückgebliebener Sohn Karl arbeitet mit in der Gärtnerei, und Wilsberg weiß, dass Johanna eine sehr innige Bindung zu ihrem Bruder hat. Er verdächtigt Karl, mit Holleins Tod etwas zu tun zu haben und spricht ihn darauf an. So erfährt Wilsberg, dass Karl den Pfarrer nur tot aufgefunden hatte, und weil er meinte, „der Pfarrer müsse ja beichten, ehe er vor den Herrn tritt,“ hat er ihn in den Beichtstuhl gesetzt. Inzwischen findet auch Kommissarin Springer heraus, dass Karl am Tatabend noch spät in der Kirche war und auch Blutspuren an seiner Jacke hatte. Um seinen Sohn zu schützen, gesteht Volker Eckelt, den Pfarrer erschlagen zu haben. Als Motiv gibt er an, erfahren zu haben, dass Pfarrer Hollein der Vater seiner Enkelin ist, was ihn sehr erzürnt hätte. Als Volker Eckelt festgenommen wird, gibt Johanna allerdings Wilsberg gegenüber zu, dass sie Hollein in ihrer Verzweiflung von sich gestoßen hätte, weil er einfach nicht zu ihr und seiner Tochter stehen wollte. Dabei wäre er die Treppe heruntergestürzt. Wilsberg behält dieses Geständnis für sich und spricht nicht mit Kommissarin Springer darüber.

## Hintergrund
Wilsberg und der Tote im Beichtstuhl erschien zusammen mit der Folge Wilsberg und der stumme Zeuge von Polarfilm auf DVD.
Der Running Gag „Bielefeld“ erfolgt schon in der 3. Sendeminute, als eine Passantin das Nummernschild eines Autos mit der Frage: „Bielefeld?“ kommentiert und Wilsberg kurz antwortet: „Berlin“.
Erstmals taucht der Song Why Did You Do It von Stretch aus dem Jahr 1975 in dieser Folge auf. Er liegt sowohl über der Anfangssequenz als auch über dem Abspann.

## Kritik
Rainer Tittelbach von tittelbach.tv wertete positiv und meinte: „Wilsberg-Krimis machen Laune.“ Da mache auch dieser Film „keine Ausnahme.“ „Zu der leichten Tonlage gesellt sich eine eher ungewohnte Tiefe und Sinnlichkeit im Spiel der modernen Magdalena Jeanette Hain. Sie bringt eine wunderbare Melancholie ein, die Leonard Lansink in seiner typischen stoisch-störrischen Art aufnimmt.“
Die Redaktion von TV Spielfilm ist der Meinung: „Zwar bietet auch dieser Wilsberg keinen spektakulären Fall, dafür aber alte Bekannte mit liebenswerten Macken. Die Kirchenkritik fällt zahm aus  gut möglich, dass es im katholischen Münster sonst ein Drehverbot gegeben hätte.“ Fazit: „Gesegnet sei die unprätentiöse Unterhaltung.“